# 733 pr. n. št.

## Smrti
- Nabonasar, Kralj Babilonije (* ni znano)